# Lewin Brzeski
Lewin Brzeski là một thị trấn thuộc huyện Brzeski, tỉnh Opolskie ở nam Ba Lan. Thị trấn có diện tích 12 km². Đến ngày 1 tháng 1 năm 2011, dân số của thị trấn là 5840 người và mật độ 502 người/km².